# Don Bachardy

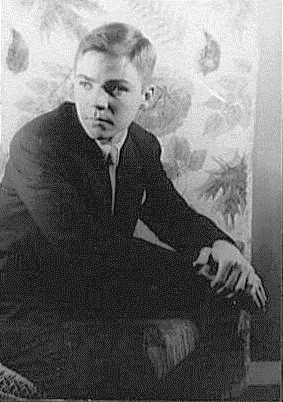
Der 20-jährige Bachardy, fotografiert von Carl van Vechten.

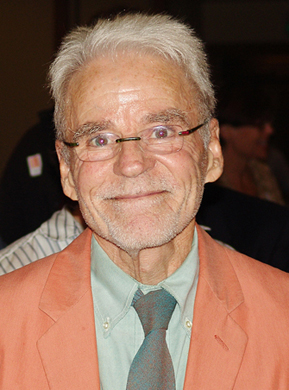
Bachardy, fotografiert von Henning von Berg, 2004

Don Bachardy (* 18. Mai 1934 in Los Angeles) ist ein US-amerikanischer Künstler und Kunstsammler. Er porträtiert zeitgenössische Schriftsteller, Musiker, Schauspieler und Politiker.

## Biografie
Don Bachardy wuchs in einer behüteten Mittelklassefamilie in Los Angeles auf. Er begann ein Kunststudium an der damals führenden kalifornischen Kunstschule Chouinard Art Institute, wechselte dann nach London zur Slade School of Art und spezialisierte sich zunehmend auf Akte und Porträts. Ein entscheidender Wendepunkt wurde 1953 die Begegnung des 18-Jährigen mit dem damals schon sehr prominenten 48-jährigen Schriftsteller Christopher Isherwood (1904–1986). Durch ihn kam Bachardy in Kontakt mit bekannten Personen der Zeitgeschichte. Zwar galt die Beziehung mit dem 30 Jahre älteren Mann als Skandal, doch pflegten die beiden sehr selbstbewusst eine lebenslange Partnerschaft und blieben 32 Jahre lang ein offen homosexuell lebendes Paar.
Auch künstlerisch ergänzten sie sich in vielerlei Hinsicht. Verschiedene Werke Isherwoods entstanden in enger Zusammenarbeit mit Bachardy (u. a. seine Bleistift-Porträts in Frankenstein: The True Story (1973) und October / O. (1980)), während sich zahlreiche prominente Autoren, Musiker, Künstler, Politiker und Schauspieler von Bachardy porträtieren lassen (z. B. Tennessee Williams, Igor Strawinsky, Jack Nicholson, Jerry Brown, Greta Garbo).
Bachardys erste eigene Ausstellung fand im Oktober 1961 in der Londoner Redfern Gallery statt. Heute hängen die Gemälde und Zeichnungen Bachardys in zahlreichen Museen und namhaften Sammlungen, u. a. im Metropolitan Museum of Art in New York, in der National Portrait Gallery in London, im De Young Museum in San Francisco und in der Smithsonian Institution in Washington, D.C.
Ende der 1980er Jahre erbte Bachardy von Isherwood neben den lukrativen Buchrechten unter anderem auch eine wertvolle Gemäldesammlung. Über Jahrzehnte hatte Isherwood den gemeinsamen Freund David Hockney durch Ankäufe finanziell unterstützt. Heute gilt Isherwoods Kollektion als bedeutendste private Sammlung von Hockney-Werken. Bachardy brachte die Hockney-Collection in den 1990er Jahren in eine Kunststiftung ein und gründet parallel zur Wahrung der Autorenrechte die Kunststiftung Christopher Isherwood Foundation. Bachardy lebt auch nach Isherwoods Tod in dem gemeinsamen Strandhaus oberhalb der Bucht von Santa Monica Beach. In dem 12-minütigen Kurzfilm The Eyes of Don Bachardy dokumentierte der Regisseur Terry Sanders das Leben und die Werke Bachardys.

## Veröffentlichungen
- Frankenstein: The True Story. 1973 (mit Christopher Isherwood)
- October / O. Methuen, London 1983 (mit Christopher Isherwood), ISBN 0-413-50040-3
- One Hundred Drawings. Twelvetrees Press, Los Angeles 1983
- 70 × 1 Drawings. Illuminati, 1983
- Drawings of the male nude. Twelvetrees Press, Pasadena 1985, ISBN 0-942642-18-X
- Christopher Isherwood: Last drawings. Faber and Faber, London/Boston 1990, ISBN 0-571-14075-0 (mit John Russell, Stephen Spender)
- Short cuts: the screenplay. Capra Press, Santa Barbara 1993 (mit Robert Altman, Frank Barhydt), ISBN 0-88496-378-0
- The Portrait. Imprenta Glorias, 1997
- Stars In My Eyes. University of Wisconsin Press, Madison 2000, ISBN 0-299-16730-5